# Placówka Straży Granicznej w Braniewie
Placówka Straży Granicznej w Braniewie – graniczna jednostka organizacyjna polskiej straży granicznej realizująca zadania w ochronie granicy państwowej.

## Formowanie i zmiany organizacyjne
24 sierpnia 2005 roku funkcjonującą dotychczas GPK w Braniewie przemianowano na placówkę Straży Granicznej w Braniewie.
W budynku przy ul. Kwiatowej 2 pozostawiono m.in. służbę dyżurną odpowiedzialną za ochronę „zielonej” granicy wraz z magazynem broni i kierowników rejonów. Obiekt głównie spełniał rolę zaplecza logistycznego.
W 2006 roku przygotowano dokumentację projektowa przebudowania obiektu przy ul. Kwiatowej 2. Roboty budowlane ruszyły w 2010 roku. Finansowanie zapewniał głównie z Norweski Mechanizm Finansowy, budżet SG, Program Modernizacji Policji, Straży Granicznej, Państwowej Straży Pożarnej, Biura Ochrony Rządu na lata 2007–2009 i Fundusz Modernizacji Bezpieczeństwa Publicznego.

## Terytorialny zasięg działania
W chwili powołania jednostka odpowiedzialna była za ochronę granicy państwowej od wschodniego brzegu Zalewu Wiślanego (na zachód od znaku granicznego nr 2417) do znaku granicznego nr 2381 (wył.) o łącznej długości 20,02 km.
Od 21.12.2007 placówka otrzymała nowy terytorialny zasięg działania wykraczający poza strefę nadgraniczną. Objął on powiaty: ostródzki, iławski, nowomiejski, działdowski, a z powiatu braniewskiego gminę Wilczęta.
W związku z planowanym otwarciem drogowego przejścia granicznego Grzechotki-Mamonowo II z dniem 1.12.2008 n PSG w Braniewie zmieniono placówce terytorialny zakres działania i od tej pory ochraniała ona granicę państwową od wschodniego brzegu Zalewu Wiślanego (na zachód od znaku granicznego nr 2417) do zachodniego brzegu rzeki Omaza (pomiędzy znakami granicznymi 2394 do 2395) o długości 13,01 km i obejmującą, poza strefą nadgraniczną, teren powiatu iławskiego, nowomiejskiego, a z powiatu braniewskiego gminę Wilczęta.
W 2011 placówka Straży Granicznej w Braniewie ochraniała odcinek granicy od wschodniego brzegu Zalewu Wiślanego (na zachód od znaku granicznego nr 2417) do zach. brzegu rzeki Omaza (pomiędzy znakami granicznymi 2394-2395) .
Linia rozgraniczenia:
1. z Kaszubskim Dywizjonem Straży Granicznej w Gdańsku: od granicy państwowej, wzdłuż wschodniego brzegu Zalewu Wiślanego na odcinku gminy Braniewo.
2. z placówką Straży Granicznej w Grzechotkach: zachodnim brzegiem rzeki Omaza do drogi krajowej nr S 22, dalej droga S 22 (wył.) do mostu na rzece Banówka i dalej na południe wzdłuż zachodniego brzegu rzeki Banówka do granicy gminy Pieniężno, dalej granica gmin Płoskinia i Pieniężno[4] .
3. z placówką Straży Granicznej w Elblągu: granicami gmin Frombork oraz Braniewo i Płoskinia[5] .

Poza strefą nadgraniczną obejmuje powiaty: iławski, nowomiejski, z powiatu braniewskiego gmina Wilczęta .

## Przejścia graniczne
- drogowe przejście graniczne Gronowo-Mamonowo[6]
- kolejowe przejście graniczne Braniewo-Mamonowo[6]

## Komendanci placówki
- mjr SG Krzysztof Strankowski (2.01.2003-30.11.2004) ← wcześniej komendant strażnicy SG
- p.o. mjr SG Zbigniew Kleban (13.09.2004-30.11.2004)
- ppłk SG Dariusz Gałek (1.12.2004-31.03.2009)
- mjr SG Tomasz Chwietkiewicz (1.04.2009-?)[3]